# أندرو دراموند
أندرو دراموند (بالإنجليزية: Andrew Drummond)‏ هو نحات ورسام نيوزيلندي، ولد في 1951 في نيلسون في نيوزيلندا.